# Sacristie de Notre-Dame de Paris
La sacristie de Notre-Dame de Paris est une sacristie de style néo-gothique reconstruite au XIXe siècle par Viollet-le-Duc, située au sud du chœur de la cathédrale Notre-Dame de Paris. Elle abrite le trésor de cette dernière.

## Histoire

### Construction

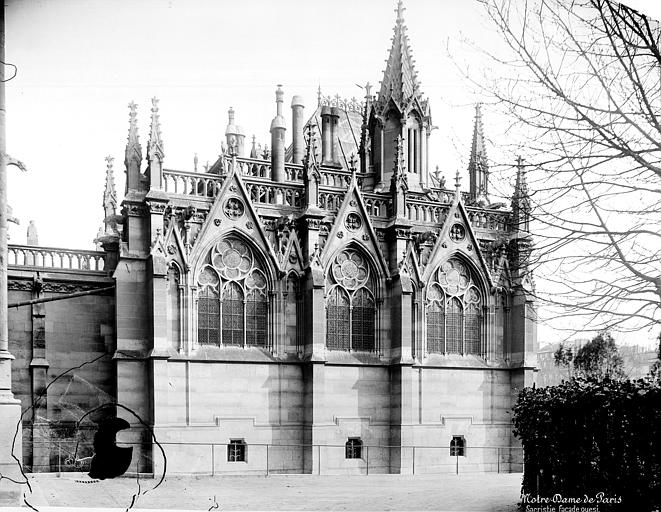
La façade ouest de la sacristie, en 1892.

Un premier édifice, construit par Jacques-Germain Soufflot en 1758, est endommagé par les émeutes du 29 juillet 1830 et du 14 février 1831, quand le palais archiépiscopal et la sacristie sont saccagés et pillés.
En 1845, l'Assemblée nationale vote un budget de 665 000 francs pour la réfection du sanctuaire et pour le gros œuvre de la sacristie du chapitre, qui s’avérera insuffisant à cause de l'instabilité du sous-sol. En effet, il faudra des fondations d'une profondeur avoisinant les 9 mètres. La construction est confiée à Eugène Viollet-le-Duc, qui opte pour un style du XIIIe siècle en concordance avec celui du chevet de la cathédrale. Le plan prévoit que la sacristie soit reliée à l'édifice religieux par deux bras parallèles enserrant un espace réservé au petit cloître du chapitre de forme carrée.

### Vitraux
Il est prévu que les vitraux soient blancs, mais ce manque de couleur et ses inconvénients sont dénoncés par Prosper Mérimée et des vitraux de couleur sont finalement choisis. Les vitraux de la salle principale, réalisés par Laurent-Charles Maréchal, représentent des évêques de Paris. Alfred Gérente réalise les vitraux aux couleurs plus tendres des dix-huit verrières des arcatures des galeries du cloître d’après les dessins de Auguste Steinheil, retraçant les scènes de vie de sainte Geneviève, patronne de la ville de Paris, avec au bas de chaque scène, sa description. Le vitrail représentant le Couronnement de la Vierge se trouve au sommet de la principale verrière du cloître.

Illustrations de quatre verrières
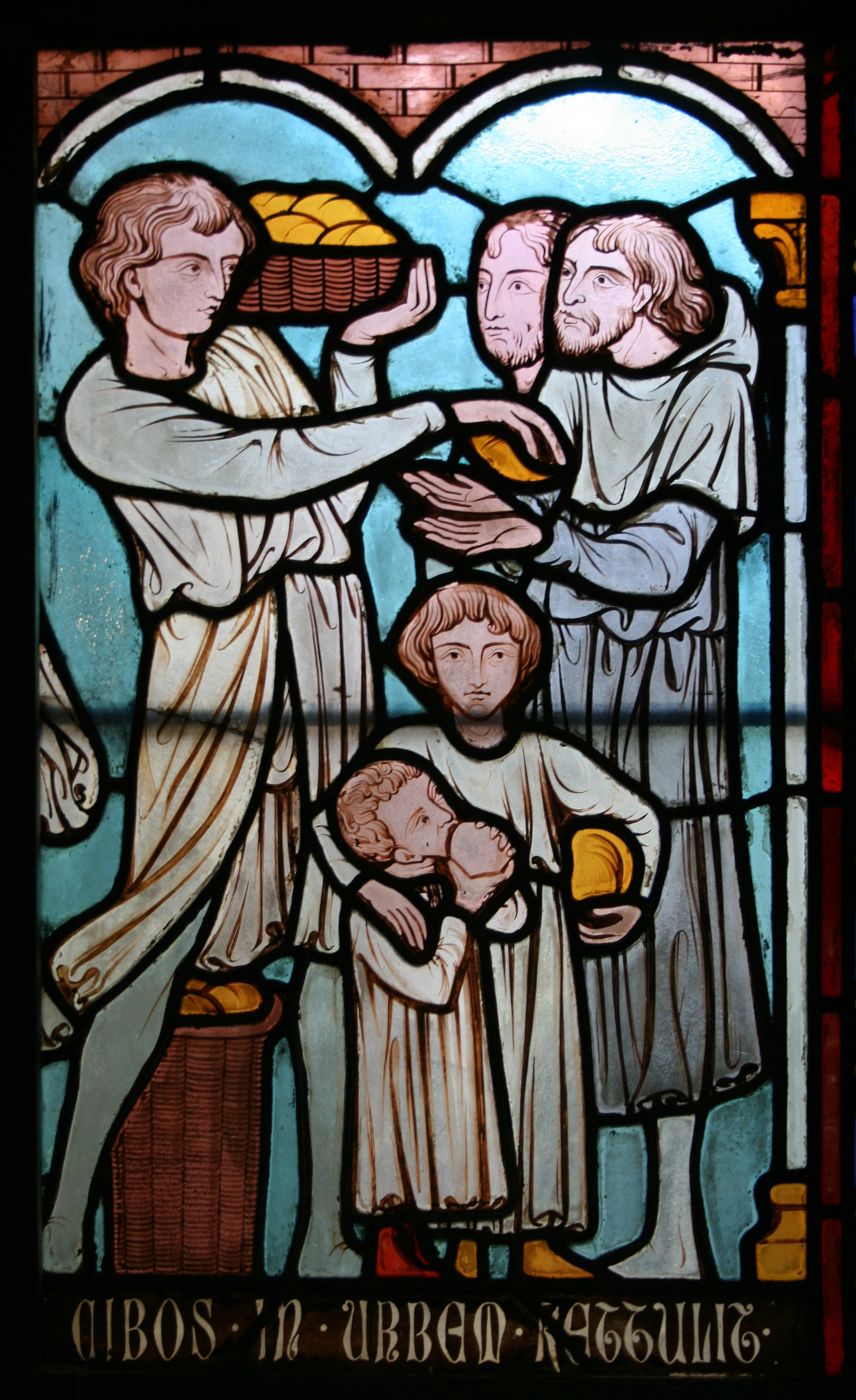
Sainte Geneviève faisant distribuer du pain aux affamés.
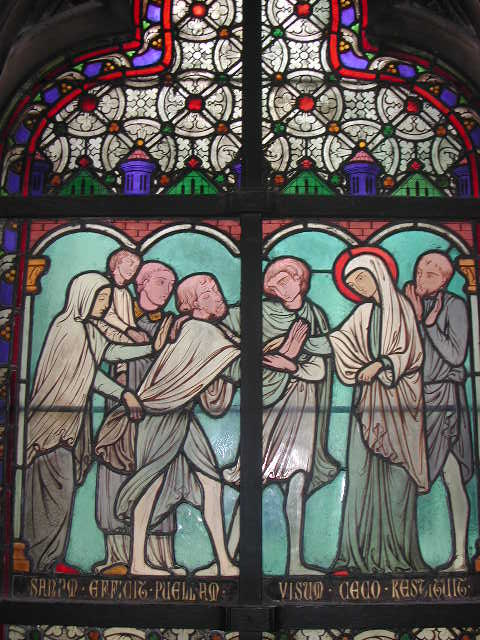
Sainte Geneviève rend la vue à deux aveugles.
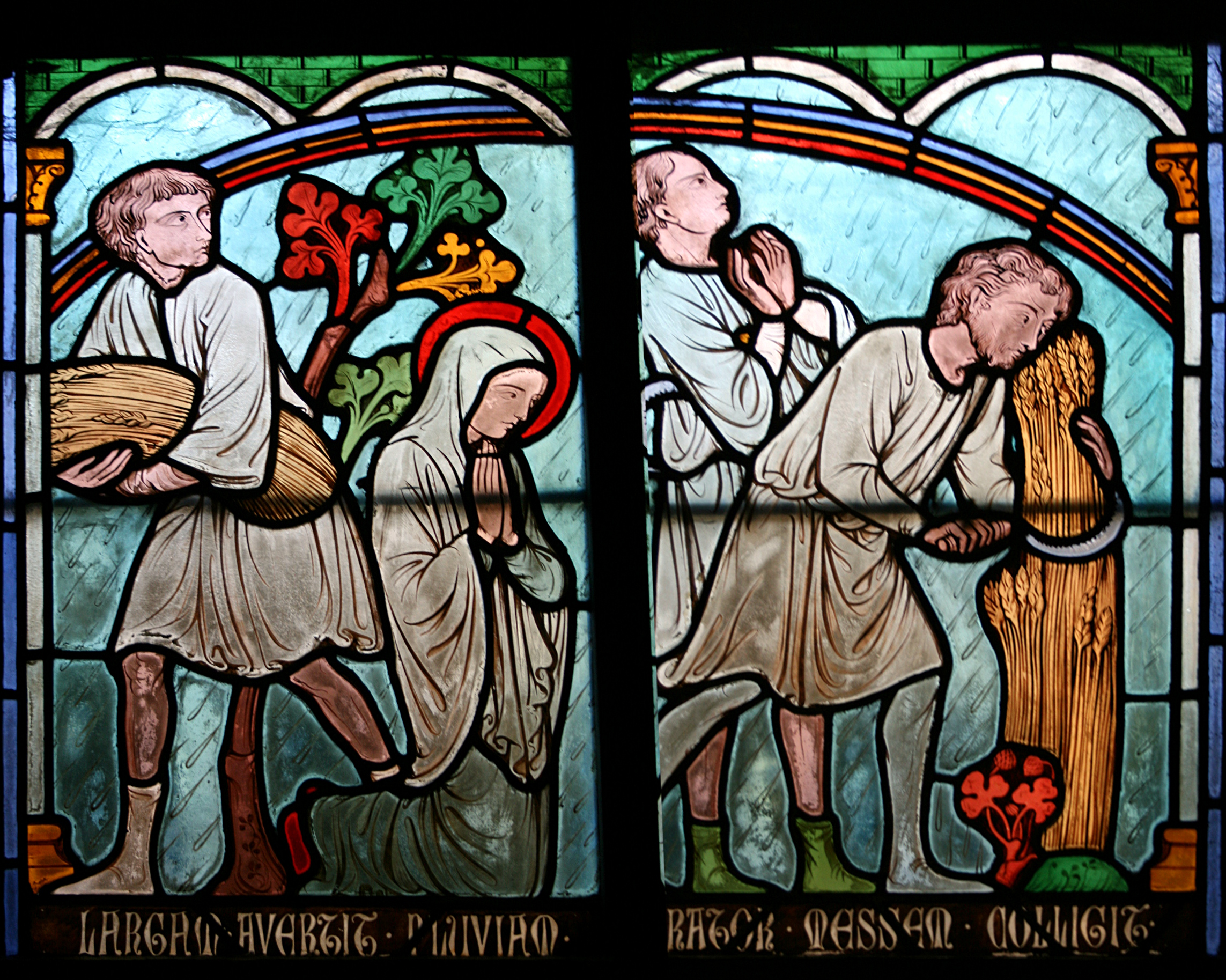
Sainte Geneviève remplit miraculeusement les vases destinés aux bâtisseurs d’une chapelle.
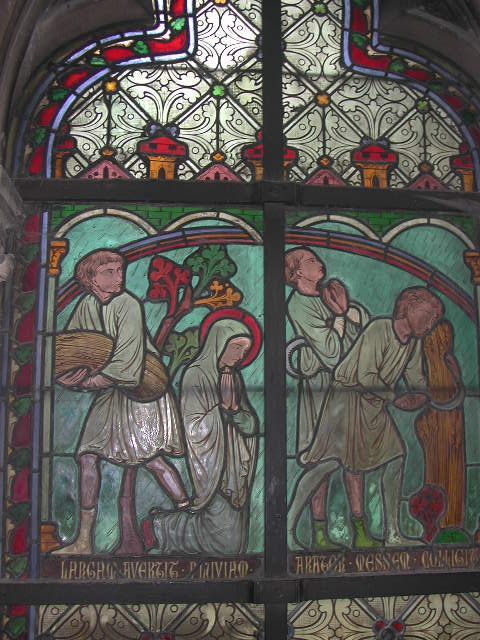
Sainte Geneviève obtient par sa prière que la pluie qui menace la récolte s’éloigne.
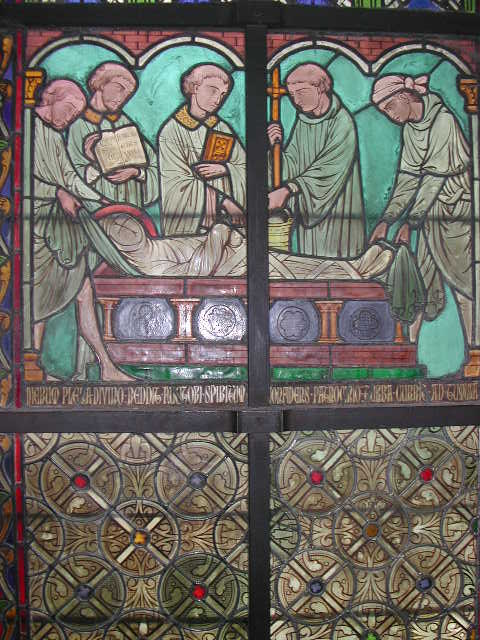
Mort de sainte Geneviève.
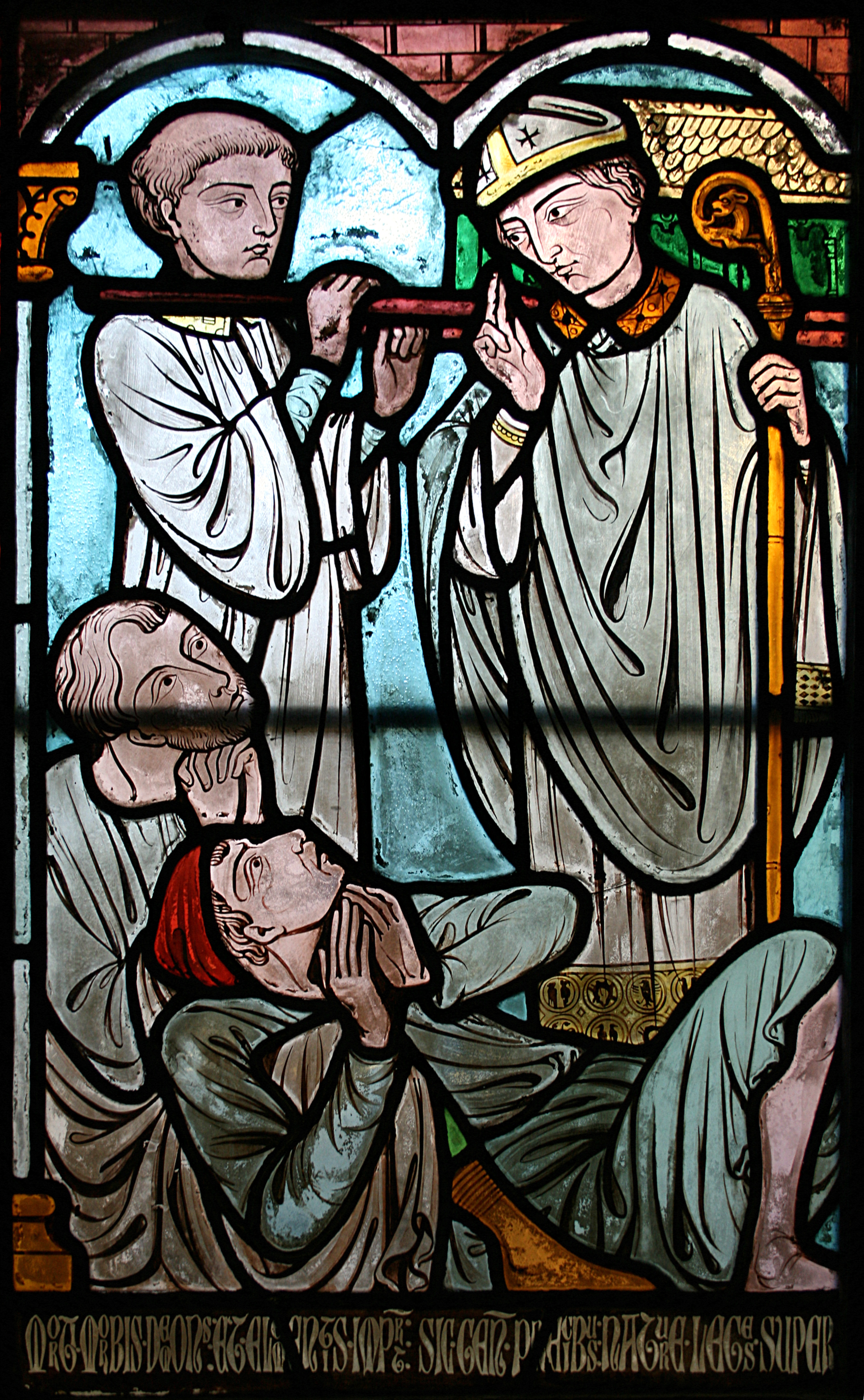
Vénération de la chasse de sainte Geneviève.

### Reliquaires et reliques
Les pièces principales exposées sont les reliquaires de la Sainte Couronne, un fragment et un clou de la Vraie Croix.
La pièce centrale du trésor est le reliquaire de la croix palatine conservée à cet endroit depuis 1828 et ayant appartenu à la « princesse palatine », Anne de Gonzague de Clèves, morte au XVIIe siècle. Celui-ci est censé contenir un morceau et un clou de la Vraie Croix.
L’ancien reliquaire de la Sainte Couronne créé par Charles Cahier en 1804 contient la couronne d’épines achetée par saint Louis à Baudouin II de Courtenay, dernier empereur latin de Constantinople. En 1845, l’équipe de Viollet-le-Duc projette une nouvelle châsse-reliquaire pour la couronne d’épines de 88 cm de haut et 49 cm de large en bronze et argent dorés, diamants et pierres précieuses. Elle a été réalisée en 1862 d’après le dessin de Viollet-le-Duc, par l’orfèvre Placide Poussielgue-Rusand, avec la collaboration de Adolphe-Victor Geoffroy-Dechaume pour la sculpture des figures.

Le trésor contient aussi des reliques de saint Louis, roi de France : des vêtements (dont la chemise de Saint Louis), un fragment de sa mâchoire et d’une côte.

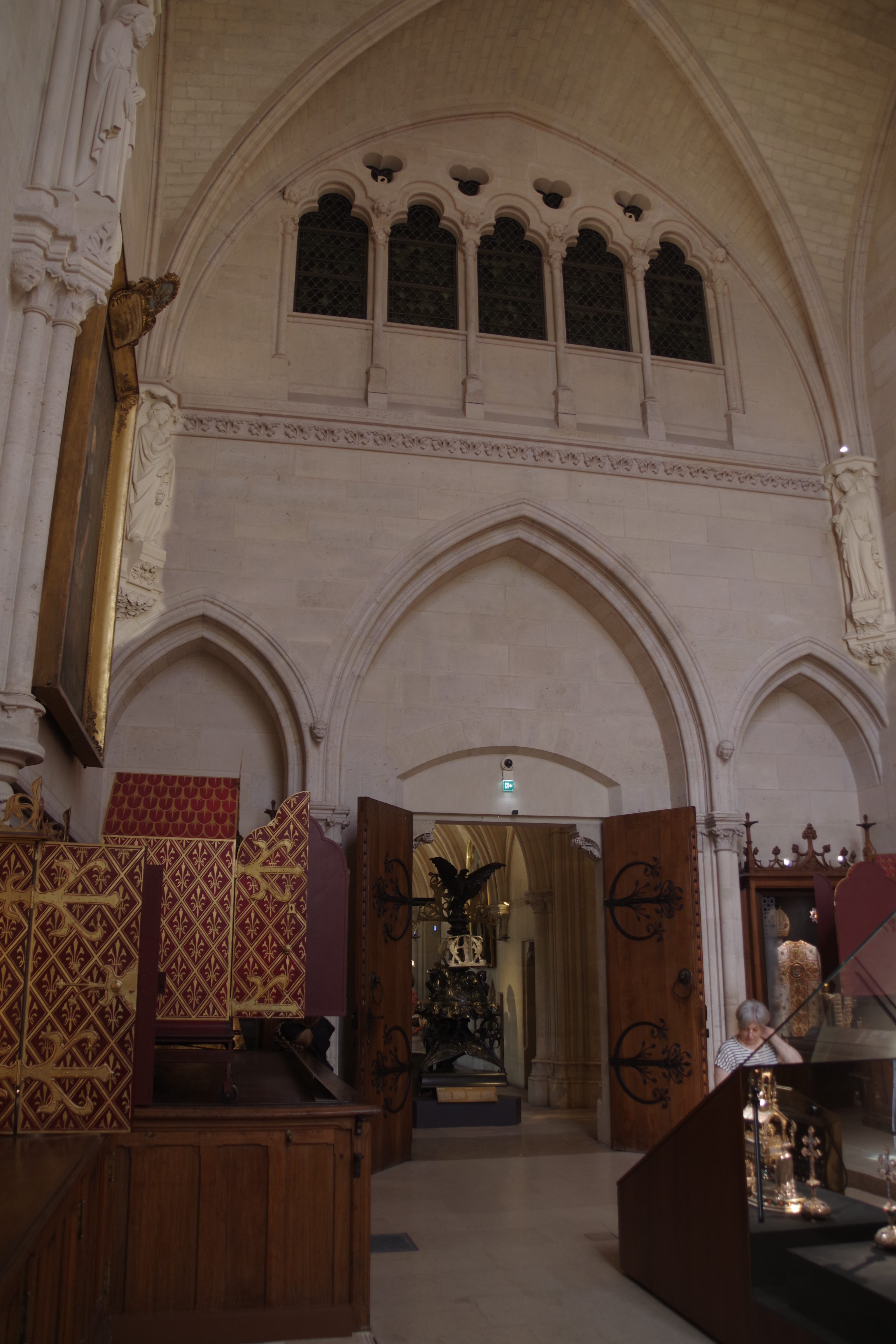
Sacristie.
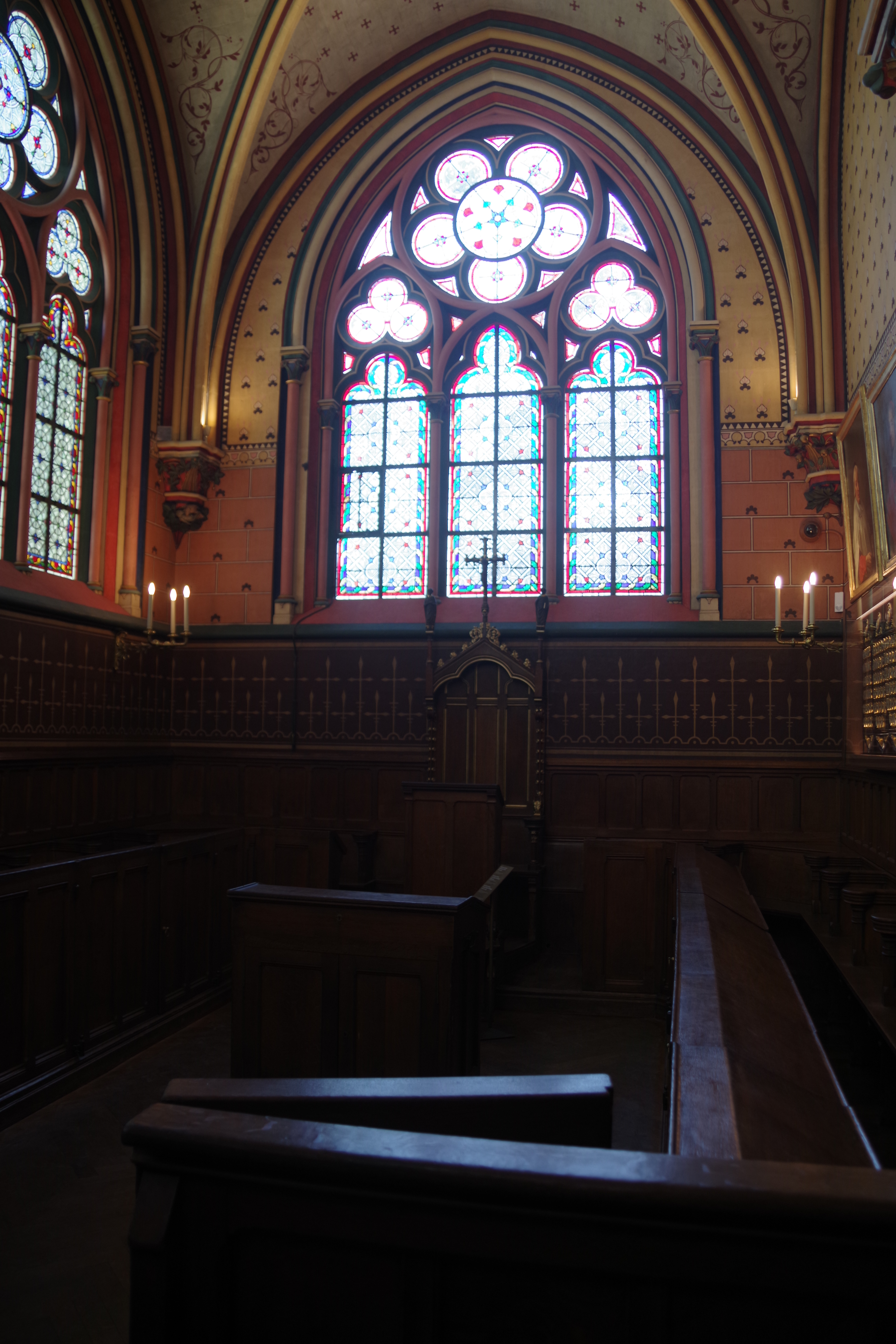
Salle capitulaire.
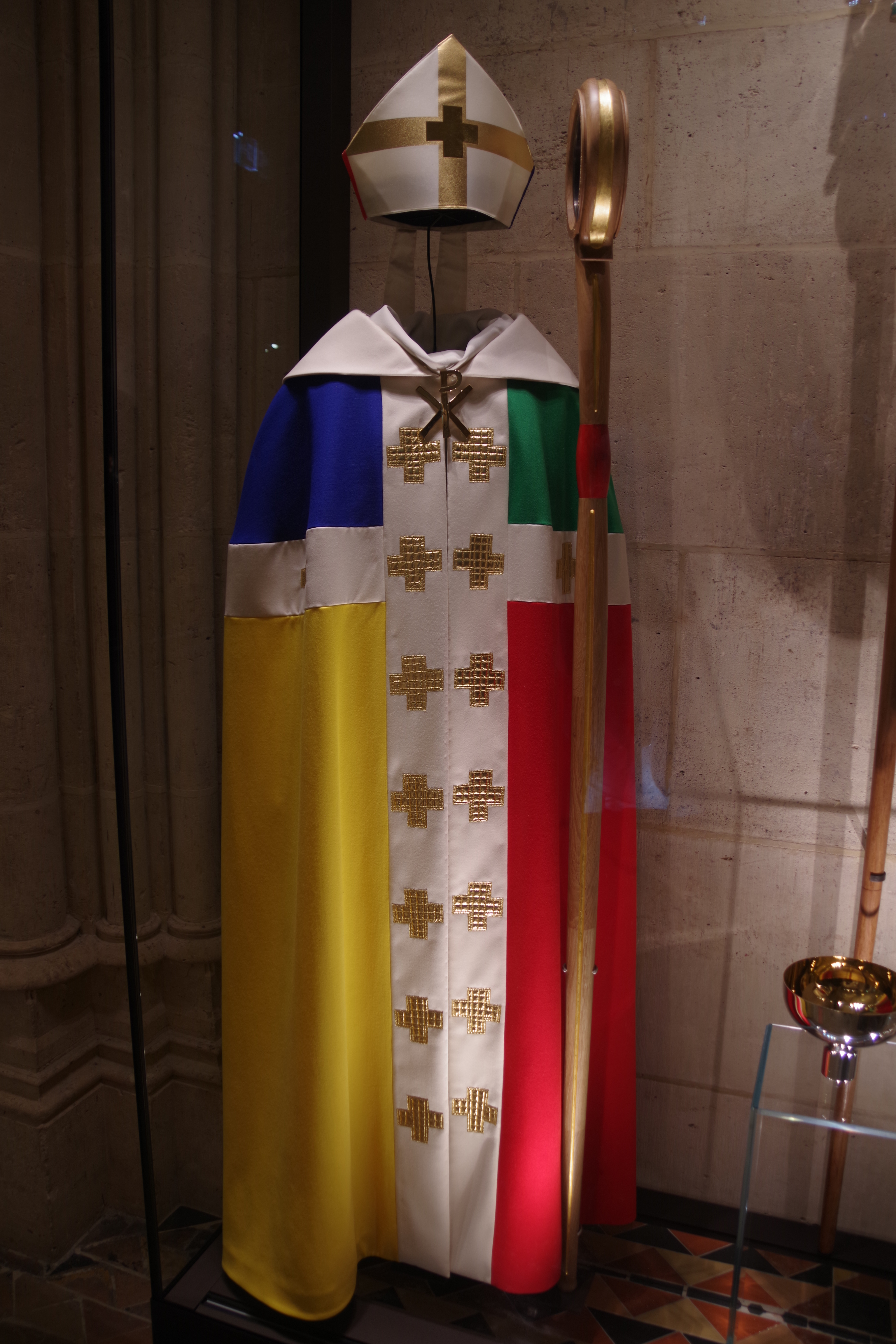
Vêtement liturgique.
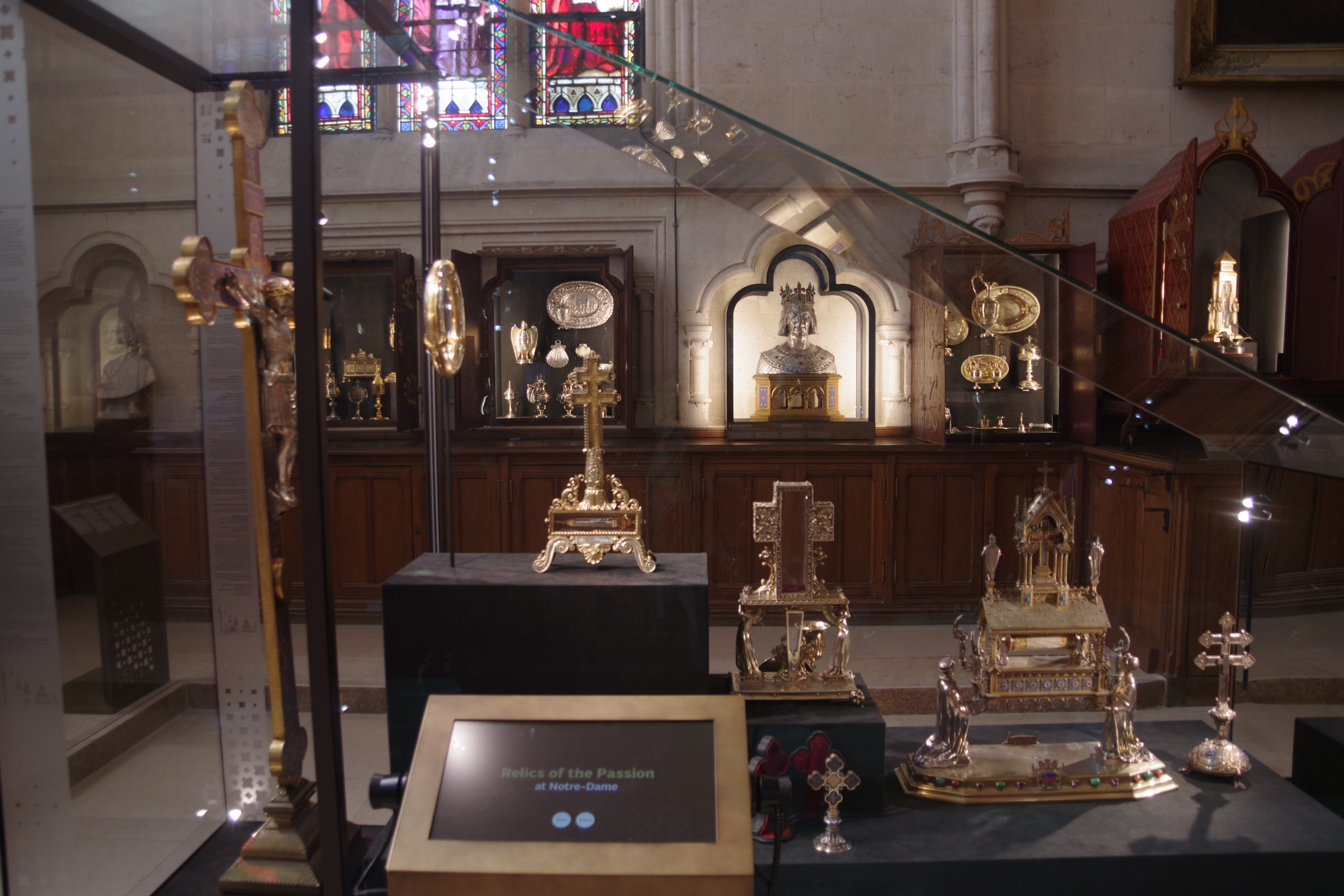
Trésor.
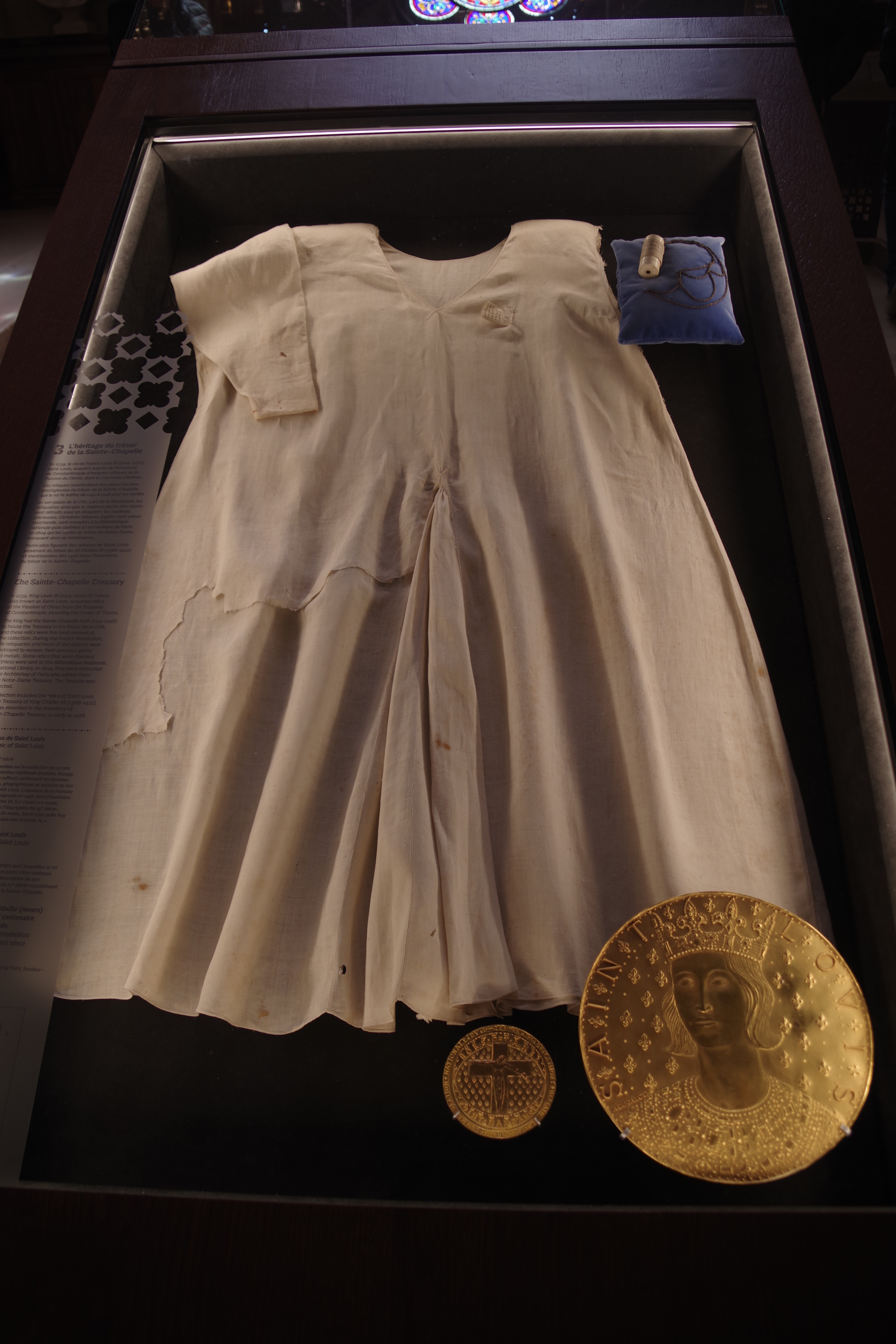
Tunique de Saint Louis.

## Époque contemporaine
En 2013, une ruche est installée sur le toit de la sacristie. Offerte par l’apiculteur Nicolas Géant, cette ruche est composée d’abeilles de l’espèce frère Adam. Deux autres ruches y sont installées a posteriori pour abriter quelque 200 000 abeilles en 2019.
La sacristie n’est pas touchée par l’incendie du 15 avril 2019. La Sainte Couronne et la chemise de Saint Louis sont évacuées dès le début de l’incendie et transportées à l'hôtel de ville de Paris puis dans les réserves du musée du Louvre. Les éléments d’orfèvrerie, considérés comme moins fragiles et moins menacés, sont laissés sur place.